# Несвідомі бажання
Несвідомі бажання — відповідно до оригінальної концепції Зигмунда Фрейда це явища, які беруть участь у формуванні сновидінь. Виконання бажань через принаймні елементарне усвідомлення уві сні було одним із фундаментальних результатів його тлумачення сновидінь, навіть якщо тут слід брати до уваги вплив цензури. Через виконання бажання сон можна назвати «охоронцем сну». Відповідно до теорії сновидінь Фрейда, рушійною силою для формування сновидіння має бути бажання, що належить до несвідомого. Пізніше ці припущення послужили Фрейду як передумови для репрезентації особливих структур Суперего (або ідеалу Его). Вони були підхоплені різними пізнішими авторами, оскільки було показано, що ці припущення також можуть бути застосовані до розладів виконання бажань. Порушення у виконанні бажань називають несвідомими конфліктами або внутрішніми конфліктами. На відміну від біологічних підходів у психіатрії, концепція «несвідомих конфліктів» служить психосоціальною пояснювальною моделлю в соціальній психіатрії.

## Психодинамічна модель
Припущення несвідомих бажань допомогло Фрейду описати психологію процесів сновидінь. Далі він припустив, що щоденні залишки пам'яті залишають свої сліди в системі Передсвідомого. Вони, так би мовити, сформували б точку кристалізації для передачі несвідомого концептуального змісту, який не був би психодинамічно здатним до свідомості без відповідних щоденних залишків. Ця модель однаково підходить для опису здорових і порушених психологічних процесів. Предметом оцінки структурного рівня є психодинамічні умови адекватного розвитку та афективного заняття різних інстанцій у структурній моделі психіки.
Для Фрейда в центрі несвідомого («перша актуальна модель») (1900) знаходяться подвійні потяги, зрештою сексуальність і агресія. Для Кернберга (2014) два потяги («теорія подвійного потягу») слід розуміти як фундаментальні мотиваційні системи, які визначають несвідомі конфлікти та формування симптомів. Кернберг розвиває цю ідею далі, запитуючи, чи (подвійні) потяги слід вважати основними мотиваційними системами, чи афекти. Тому що афекти завжди передбачають уявлення. Отже, «афективні уявлення» є елементами складних мотиваційних розробок і, таким чином, можуть замінити концепцію потягу. Потяги в розумінні Фрейда або мотиваційні системи («афективні уявлення») на думку Кернберга та ін., з'являються лише опосередковано, наприклад, у вигляді фантазій, бажань, символізацій тощо; таким чином, сновидіння слугує виконанню несвідомого бажання.
Вони підлягають «первинному процесу» обробки, наприклад, через зсув і конденсацію, що, на думку Фрейда, не тільки типово для подій сновидінь, але й визначає мислення раннього дитинства.

## Фазова діаграма психоаналізу
Схема фаз розвитку дитини, описана Фрейдом, служить орієнтиром для опису відповідних фазових базових конфліктів. Фрейд розрізняв оральну, анальну та фалічну фази, за якими слідує латентний період і, нарешті, генітальна фаза. Его може бути послаблене через порушення процесів розвитку в дитинстві. У результаті завдання посередництва між протилежними вимогами ідентифікатора та суперего не може бути оптимально виконано. Специфічний для фази первинний базовий конфлікт є, наприклад, Едіпів комплекс. Це характерно для фалічної фази.

## Веб-посилання
- Теорія сновидінь Фрейда